# Бекетов, Владимир Николаевич (цензор)
Владимир Николаевич Бекетов (1809—1883) — цензор Петербургского цензурного комитета.

## Биография
Родился 8 (20) января 1809 года в семье Николая Ивановича Бекетова (16.10.1786—?) — дворянина Симбирской губернии.
После окончания юридического факультета Казанского университета служил с 1828 года канцелярским чиновником; с 1831 года — помощником столоначальника в Департаменте государственных имуществ, с 1832 года — помощником столоначальника в Комиссариатском департаменте Военного министерства. В период с 1835 по 1837 год был в отставке. Затем до 1838 года состоял при 5-м отделении императорской канцелярии. В 1839 году стал почётным смотрителем Карсунского уездного училища.
В 1845—1850 годах — советник в Казанском губернском правлении; в 1844 году — коллежский асессор, в 1850 году — коллежский советник.
В 1852 году был произведён в статские советники; 1 августа 1853 года назначен цензором Петербургского цензурного комитета. Уже в 1854 году получил предупреждение в связи с публикацией романа И. С. Тургенева Муму. В начале 1863 года он получил чин действительного статского советника. В том же году, в июле, за пропуск публикации в журнале «Современник» (1863, № 3—5) романа «Что делать?» Чернышевского Бекетова отстранили от должности.
Умер в 1883 году.
Был женат на Софье Александровне (Альбертовне) Пирх. Их дети: Елизавета (28.05.1841—?), Александр, Ольга, Вера, Евгений, Вадим, Юлия, Людмила, Леонид, Зинаида, Николай (1860—?).